# Avrainville (Vosges)
Avrainville ([avʁɛ̃ˈvil] ⓘ) ist eine französische Gemeinde mit 115 Einwohnern (Stand: 1. Januar 2022) im Département Vosges in der Region Grand Est (bis 2015 Lothringen).  Sie gehört zum Arrondissement Neufchâteau (bis 2024 Épinal) und ist Mitglied im Gemeindeverband Communauté de communes de Mirecourt Dompaire. Die Bewohner werden Avrainvillois und Avrainvilloises genannt.

## Geografie
Avrainville liegt zwischen Mosel und Madon, etwa zehn Kilometer nordöstlich der Kleinstadt Mirecourt. Die Nachbargemeinden sind Hergugney im Norden, Socourt im Nordosten, Florémont im Osten, Savigny im Süden sowie Xaronval im Westen.

## Bevölkerungsentwicklung

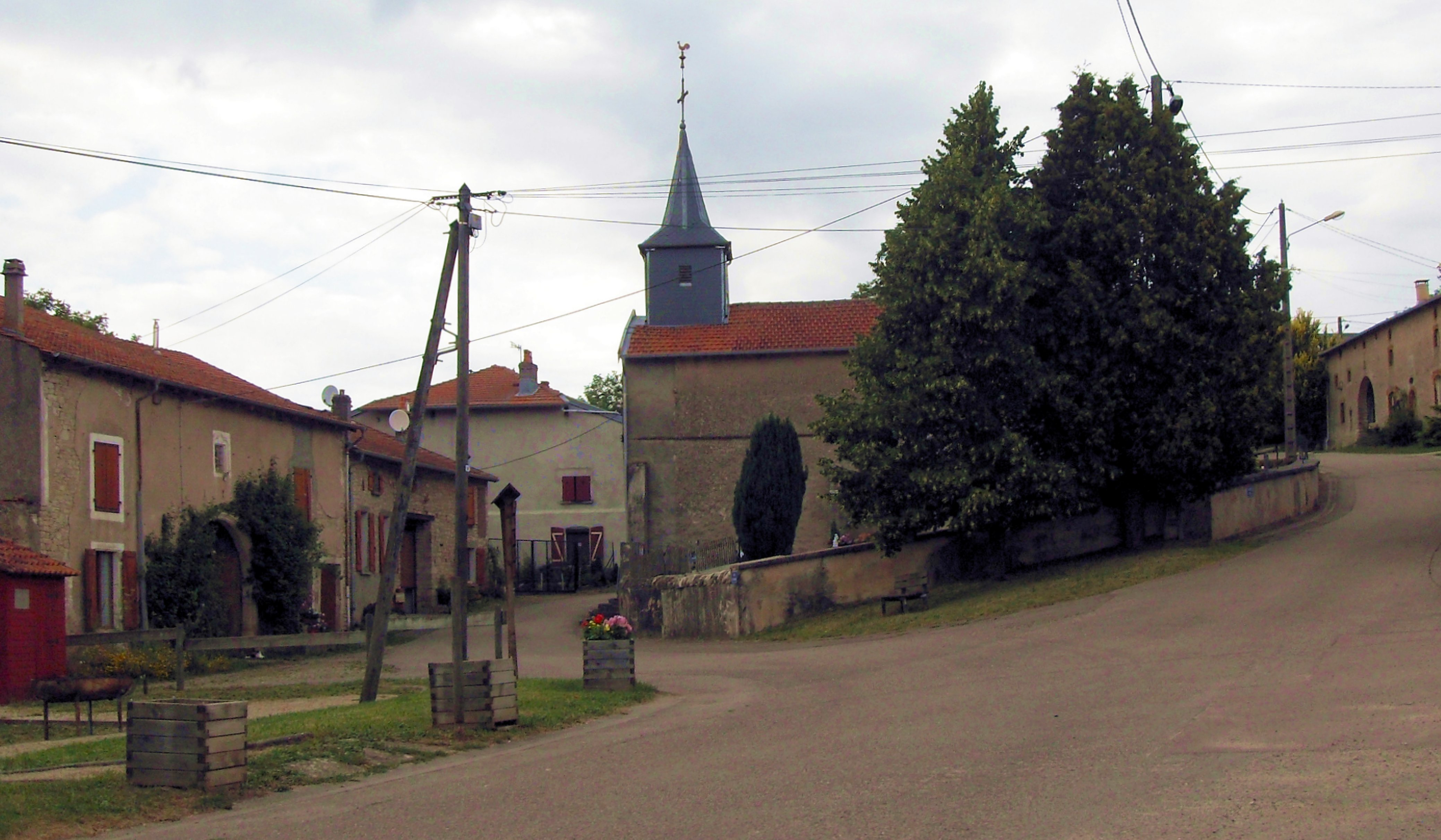
Kirche Notre-Dame

| Jahr                       | 1962 | 1968 | 1975 | 1982 | 1990 | 1999 | 2007 | 2020 |
| -------------------------- | ---- | ---- | ---- | ---- | ---- | ---- | ---- | ---- |
| Einwohner                  | 74   | 62   | 51   | 61   | 73   | 71   | 93   | 124  |
| Quellen: Cassini und INSEE |      |      |      |      |      |      |      |      |